# Белештевица
Белештевица (мкд. Белештевица) је насеље у Северној Македонији, у средишњем делу државе. Белештевица је насеље у оквиру општине Велес.

## Географија
Белештевица је смештена у средишњем делу Северне Македоније. Од најближег града, Велеса, село је удаљено 12 km северозападно.
Село Белештевица се налази у историјској области Грохот, на источним падинама планине Голешнице. Пар километара источно од насеља протиче Вардар. Надморска висина насеља је приближно 250 метара.
Површина сеоског атара простире се на површини од 7,7 km².
Месна клима је измењена континентална са значајним утицајем Егејског мора (жарка лета).

## Историја
По статистици секретара Бугарске егзархије, 1905. године Белештевица је чисто словенско, православно село са 64 становника.

## Становништво
Белештевица је према последњем попису из 2002. године имала 15 становника.
Већинско становништво у насељу су етнички Македонци (100%).
Претежна вероисповест месног становништва је православље.